# Spolia opima

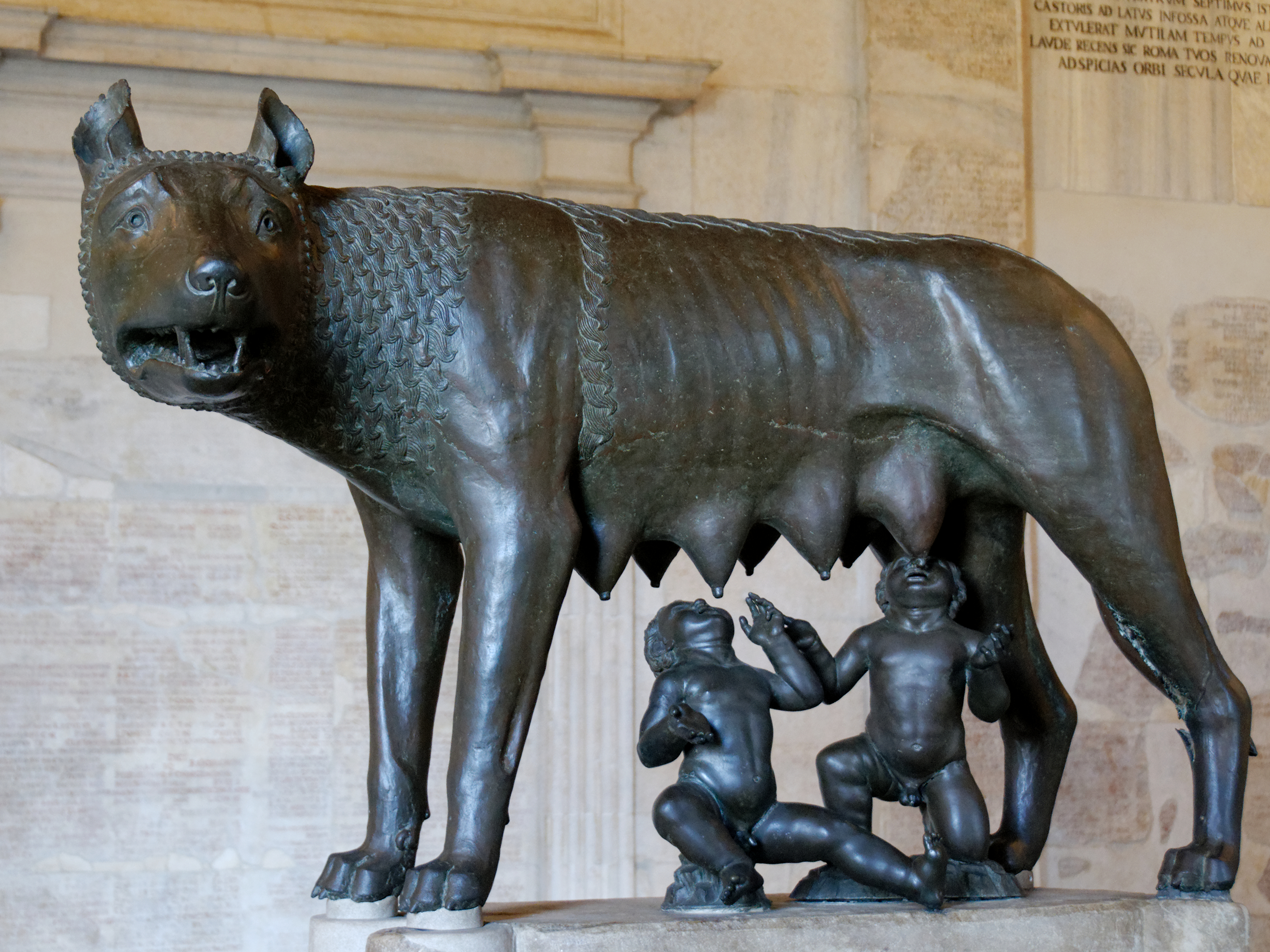
Representació mítica dels dos germans Ròmul i Rem, els primers en rebre l'spolia opima

Spolia opima és un terme llatí que es podria traduir com a rics espolis o trofeus i que fa referència a l'armadura, armes i altres efectes que un general de l'antiga Roma es quedava com a trofeu de guerra després d'haver vençut el general enemic en un combat singular en el qual només haguessin participat ells dos.
A pesar que entre els romans existien altres trofeus i condecoracions de gran valor (com els estendards o els esperons de les naus enemigues), els spolia opima eren considerats com el trofeu més honorable que es podia obtenir, i concedia una gran fama al general que l'obtenia.
A través del curs de la història de Roma, els romans només van reconèixer tres casos en els quals els spolia opima haguessin estat atorgats a un general. El primer cas va ser el de Ròmul i Rem enfront d'Acró, rei dels Caenins. El segon va ser Aule Corneli Cos, que el va guanyar després de derrotar Lar Tolumni, rei de Veïs. El tercer i últim el va merèixer Marc Claudi Marcel, després de derrotar a Virdomar, rei dels gesats. En ser les dues primeres figures personatges llegendaris, es podria dir que el cas de Marc Claudi Marcel és l'únic constatat en el qual un personatge romà va ser mereixedor de l'honor.